# (2298) Cindijon
(2298) Cindijon ist ein Asteroid des Hauptgürtels, der am 2. Oktober 1915 vom deutschen Astronomen Max Wolf in Heidelberg entdeckt wurde.
Benannt wurde der Asteroid nach den Kindern von Brian Marsden, Cynthia und Jonathan.